# Уичита (тежък крайцер, 1937)
„Уичита“ (на английски: USS Wichita (CA-45)) е тежък крайцер на ВМС на САЩ от времето на Втората световна война. Развитие на проекта „Ню Орлиънс“.

## История на създаването
Според условията на Лондонското морско съглашение от 1930 г. САЩ имат право на един тежък крайцер през 1934 и още един през 1935 г. По програмата от 1934 г. е заложен крайцерът USS Vincennes (CA-44) от типа „Ню Орлиънс“. Но следващият крайцер, през март 1934 г., е решено да се строи по нов проект. За основа на проекта е взет проектът „Бруклин“. Силовата установка е взета без изменения. Вместо 152-mm оръдия са поставени 203-mm. Наличието на три, а не на пет кули на главния калибър позволява да се разположат универсалните 127-mm оръдия не побордно, а по ромбовидна схема. Това чувствително подобрява секторите им на обстрел.. Първоначално се планира, че установките на главния калибър ще бъдат такива като на Quincy. Дебелината на бронираната палуба ще бъде същата. Двестатонният резерв (до вашингтонския лимит от водоизместимост) е планирано да се използва за усилване на бронята на барбетите и главния пояс. Но има проблем, който е счетен за по-важен, отколкото усилването на защитата. Това е проблемът със значителното разсейване на снарядите при стрелба с главния калибър – 915 м на 22 860 м, което прави стрелбата по цели от типа кораб на голяма дистанция безполезна. Преминаването към по-къси, 3,5-калибрени снаряди, които имат по-добра групировка, е отхвърлено, тъй като те имат по-малка далечина на стрелбата и бронепробиваемост, което е особено критично, защото оръдията така и така са дефорсирани, за да се увеличи живучестта на ствола чрез намаляването на заряда барут и началната скорост от 914 м/с до 823 м/с. Оръдията Марк 12 са, за първи път във флота на САЩ, поставени в трицевни установки в индивидуални люлки. Новите кули с разстояние между осите на оръдията 1,83 м (72 дюйма) (при японските тежки крайцери – 190 см) дават добър резултат. Но новите триоръдейни кули с индивидуални люлки с по-голям погон и нов барбет са прекалено тежки и поставянето им би означавало загубата на сантиметър и половина от дебелината на пояса и траверсата, и 2,5 см от дебелината на барбета и бойната рубка. Коментира се и въпросът за разработката на изцяло нов проект. Но е намерено компромисно решение: междуосевото разстояние е намалено до 1,78 м (70 дюйма), а барбетите са направени във формата на обърнат конус, което им позволява да имат относително голям погон и приемлива маса. Страничен ефект от обратния наклон на барбетите се явява и увеличената снарядоустойчивост. Следващият тип тежки крайцери получава същите установки на главния калибър. Също е усилено бронирането – дебелината на пояса нараства до 152 mm, а на барбетите до 178 mm. крайният резултат е това, което се иска изначално: защитата остава на предишното си ниво, а кучността при залп се увеличива.
Обаче историята не завършва само с това. Към май 1936 г. възниква сериозно съмнение относно адекватността на предлаганата 127-мм/25 зенитна батарея; новото оръдие 127-мм/38 е явно по-добро. Проектното изпълнение на универсалната батарея трябва да се състои от четири закрити и четири открити (щокови) 127-мм/25 установки. Закритите установки от дадения тип никога не са използвани по-рано, също така не се планира да се използват и впоследствие – те са ексклузивни. Флотът не желае да има на въоръжение четири уникални установки, предназначени изключително за един кораб. Може да се използват вече готовите единичните 127-мм/38 установки. Предварителните изчисления показват, че проблемите свързани с водоизместимостта и устойчивостта позволяват поставянето само на шест оръдия – четири закрити и две открити. В качеството на компромис корабът е завършен с шест, а не със осем оръдия, а решението за следващите две е отложено в зависимост резултата от кренуването. Кренуването, проведено през май 1939 г., показва по-лошо състояние на устойчивостта спрямо очакванията. Независимо от това наистина върху основната палуба, а не на надстройката, е решено да се поставят две допълнителни оръдия. За компенсация се налага поставянето на 200,4 дълги тона чугунен баласт. Също така са разработени инструкции за запълването с вода на горивните резервоари, спрямо изразходваното гориво. Баластът е поставен веднага, а оръдията са монтирани при първия ремонт.

## Конструкция
При „асториите“ договорната водоизместимост е надвишена със 140 тона – не толкова много, ако се направи сравнение спрямо други страни. За това инженерите получават не афиширано разпореждане: към новия проект да се добавят още двеста тона. Конструкторската мисъл поема по диалектическа спирала и се връща към старата гладкопалубна схема на първите тежки крайцери. Само че сега вместо значителна седловатост и подем към форщевена, както е при „Солт Лейк Сити“, корпусът има висок борд по цялата си дължина. Това дава възможност да се поставят катапултите, предназначени за пуск на самолетите, на кърмата. Американците преценяват това решение за изгодно, тъй като се освобождава място в средната част на кораба, което е прекалено удобно за разполагането там на зенитната артилерия. В резултат на това такъв подход към проектирането на корпуси става характерна черта на американската корабостроителна школа и
се използва при кораби от най-различни класове – от разрушители до линкорите от типа „Айова“.
Към времето, когато е достроен, през февруари 1938 г., „Уичита“ е почти на предела на разрешените 10 000 дълги тона; в резултат формално е въведен в строй само с две от осемте 5-дюймови оръдия, за да се изобрази съблюдаване на договора. Тогава е измерена и височината на надводния борд и тя съставя 9,2 м по носа и 7,6 м на кърмата, водоизместимостта при това е около стандартната, съответно, при нормална водоизместимост тя е доста по-малка. При „Бруклин“ (от него е заимстван корпусът) височината на надводния борд при нормална водоизместимост при носа е относително неголяма и съставя 8,2 м, за сметка на това при кърмата е 7 м. Дължината на „Уичита“ по водолинията съставлява 600 фута (182,88 m), а максималната – 608 фута и 4 дюйма (185,42 m). Ширината му е 61 фута и 9 дюйма (18,82 m), газенето – 23 фута и 9 дюйма (7,24 m). Той е със стандартна водоизместимост от 10 589 д.т. (10 759 тона) и пълна от 13 015 д.т. (13 224 t). Корпусът повтаря теоретичния чертеж на „Ню Орлиънс“, но полубакът е продължен до кърмата. Корпусът е набран по надлъжната схема и обикновено се пише, че това трябва да доведе до неговото олекотяване, но корпусът тежи 4915 д. тона спрямо 4490 д. тона на USS Tuscaloosa (CA-37). За сметка на по-голямото газене височината на надводния борд при носа за „Уичита“ е по-малка, отколкото при „Ню Орлиънс“ с 30 см. Екипажът се състои от 929 офицера и матроса. Той носи четири хидросамолета и два катапулта и кран за качване на самолетите, които се намират на кърмата, за разлика на крайцерите от предходните проекти. „Уичита“ има четири парни турбини „Парсънс“ и осем водотръбни котли Babcock & Wilcox. Силовата установка е разчитана за мощност от 100 000 конски сили (75 000 kW) и максимална скорост от 33 възела (61 km/h). Нормалният запас гориво съставлява 1323 д.т (1344 тона), а пълният – 1984 д.т (2016 тона) мазут, проектната далечина на плаване съставлява 10 000 морски мили (18 520 km) при скорост от 15 възела (28 km/h). Когато са поставени останалите 5-дюймови оръдия, става ясно, че кораба има прекалено голямо високо тегло, и за това на дъното му е добавен 200,4 д.т (203,6 тона) чугунен баласт. Независимо от предприетите мерки метацентричната височина съставя 1,02 m при пълно натоварване (13 005 д.т.), 0,92 m при натоварване в 2/3 от пълното (12 152 д.т.).

### Въоръжение
Основното въоръжение на „Уичита“ съставляват девет 203-mm оръдия Mark 12 (такива като на „Куинси“ и „Вансен“), поставени в триоръдейни куполни установки нов образец. За 203-mm установки от предишния образец е характерен проблемът с голямото разсейване на снарядите в залпа поради близкото разположение на оръдията в кулата. За решаването на този проблем на „Уичита“ е увеличено разстоянието между осите на стволовете до 170 cm и оръдията са поставени в индивидуални люлки. Барбетът получава конична форма с намаляване на диаметъра в долната част на установката, за да не се увеличава прекомерно неговия диаметър.

Свръхтежкият 152-кг снаряд е чисто бронебоен и обладава слабо фугасно действие, а фугасният тежи едва 118 кг, има взривател с мигновенно действие и е предназначен за обстрел на брегови цели и небронирани съдове, полубронебоен няма в боекомплекта. Снарядите имат прекалено различна балистика.
Като среден калибър се появяват 127-mm/38 оръдия. Оръдията се намират в еднооръдейни установки, тъй като двуцевните към момента все още не са създадени. Четири от тях са напълно затворени. За подобряване на секторите на обстрел 127-mm оръдия са разположени по ромбичната схема, вместо използваната по-рано побордна. Тъй като по проект на крайцера трябва да има 127-mm оръдия с дължина на ствола от 25 калибра, а не 38, както излиза на практика, възниква проблемът с увеличението на горното тегло, който решават с поставянето в трюма на 200,4 д.т чугунен баласт.
Зенитното въоръжение се състои от осем 12,7-mm картечници. По мерките на Втората световна война това е явно недостатъчно и то няколко пъти се усилва в процеса на експлоатацията. През юли 1941 г. са поставени две четирицевни установки 28-mm автомати. През ноември 1943 г. вместо тях са поставени 4×4 и 2×2 40-mm „Бофорс“ и 18 20-mm „Ерликон“. Към края на войната допълнително са поставени още две сдвоени установки 40-mm „Бофорс“.
Авиационното оборудване е изместено към кърмата. На квартердека са има два катапулта и четири хидросамолета. Самолетният хангар е разположен под горната палуба и се закрива от голяма подвижна врата.

### Брониране
Главният брониран пояс има дебелина 152 mm. Носовите погреби се защитават от 102-mm пояс, а кърмовите – кутиевидно, разположени под нивото на водолинията, тъй като боезапасът е разположен на долните платформи. По краищата дебелината на пояса намалява до 102 mm. Поясът се затваря от траверси с дебелина 152 mm. Палубата има дебелина 57 mm. Барбетите са 178 mm. Те имат формата на обърнат конус, стесняващ се от кулата към погреба, което увеличава тяхната здравина. Кулите на главния калибър повтарят защитата на кулите на „Астория“ – тяхната челна броня достига 203 мм, покривът е 70 мм, 95 – 38 мм отстрани и 38 мм отзад, но са по-големи и с по-голяма маса. Масата на кулите с оръдията е 319 тона (при „Ню Орлиънс“ теглото на кулите съставлява 299 тона, диаметърът на барбета съставлява 6,4 м, а започвайки от „Тъскалуса“ кулите са с по-малко тегло – едва 254 т). Вертикалната броня е от клас „А“, а хоризонталната от стомана STS. Общото тегло на бронята (без бронята на палубите) съставлява 1473 тона – т.е. 14% от стандартната водоизместимост, което е малко по-малко отколкото при типа „Ню Орлиънс“ (1507 тона или 15%), като абсолютна и относителна стойност. Зоната на неуязвимост от 203-mm снаряди е голяма и се простира от 50 до 110 кабелта. Но през 1939 г. на въоръжение е приет нов удължен снаряд. При изчисляване на зоната на неуязвимост според новия снаряд тя вече съставлява дистанция от 77,5 до 112 кабелтови. Защитата на кърмовите погреби е изпълнена във вид на своеобразна „кутия“, закрита отпред, отзад, отстрани и отгоре, бронята на носовите погреби върви по външния борд, но не се изкачва над нивото на водата, тъй като боезапасът е разположен на долните платформи, оставяйки по този начин корабът незащитен от повреди и наводнявания във външните отсеци даже от леки снаряди.

### Силова установка
По сравнение с предходния тип американски тежки крайцери мощността на силовата установка е намалена със 7000 к.с. Енергетичната установка на „Уичита“ повтаря тази на „Бруклин“. Осем котела произвеждат пара с температура 648 °F (342 °С) при налягане 464 фн/кв дюйм (31,6 атм.). Шест от тях са пред машинните отделения. Още два котела са поставени между машинните отделения. Схемата ѝ представлява нещо средно между пълноценното редуване на машините и котлите и линейното разположение и повтаря използваната от италианците на крайцерите от типа „Тренто“. Скоростта при стандартна водоизместимост е 33,6 възела, при 2/3 от пълното натоварване е 32,5, а при пълна водоизместимост е 32 възела. Мощността на електрогенераторите е без промяна, но при това мощността на дизелгенераторите е значително намалена. Обемът на горивните цистерни по сравнение с „Ню Орлиънс“ е увеличен. По сравнение с „Бруклин“ от 54 на 59 тона е увеличен запасът дизелово гориво. С използването на по-добрите обводи на корпуса това трябва да доведе до увеличение на далечината на плаване. Разчетната далечина на плаване, според резултатите от изпитанията на турбините, не достига до „паспортната“ стойност и е ограничена на 8800 морски мили при 15-възлов ход.
Далечината по море е още по-лоша. „Уичита“, през 1942 г., на ход 15 възела може да измине 8100 мили, а при скорост 20 възела – 5700 мили, а през 1945 г. на ход 15 възела изминава 6600 мили, при скорост 20 възела – 4500 мили при запас гориво 2044 дълги тона – даже по-малко, отколкото „Ню Орлиънс“.
Снабдяването с електроенергия се осъществява от четири турбогенератора с мощност по 400 kW. Освен тях има два дизел-генератора с мощност по 80 kW(при претоварване до 100 кW), като сумарно съставя 1760 кW против 3600 (2200) кW за „Бруклин“ и 2200 кW за „Хелена“.

## Модернизации
„Уичита“ практически няма никакви резерви устойчивост и затова всички модернизации имат много ограничен характер. През лятото на 1939 са поставени „изчезналите“ 127-mm оръдия, едновременно е добавен 200,4 д.т чугунен баласт, а през юни 1941 крайцерът получава 2×4 – 28-mm автомата. В хода на войната са поставени нови модели радари. През ноември 1942 г. постъпва предложение за замяната на единичните 127-mm/38 оръдия и 28-mm автомати с пет-шест 127-mm сдвоени куполни установки и 6×2 40-mm/56 автомата „Bofors“, но разчетите показват невъзможност да се осъществи този проект поради ситуацията с устойчивостта. Все пак през ноември 1943 г. лекото зенитно въоръжение е сменено. Крайцерът получава 4×4 + 2×2 – 40-mm Бофорса. Поставени са и 18 20-mm „Ерликона“, „чикагските пиана“ и Браунингите са демонтирани.

## История на службата
„Уичита“ е заложен във Филаделфийския корабостроителен завод на 28 октомври 1935 г. и е спуснат на вода на 16 ноември 1937 г. „Уичита“ е въведен в строй на 16 февруари 1939 г. Първият му командир е капитан Тадеус А. Томсън.
През юни 1940 г. крайцерът прави визита на добра воля в Южна Америка, която продължава до септември 1940 г.
„Уичита“ взема участие в битката за Окинава. Крайцерът пристига на Улити на 20 март и е назначен в тактическа група 54. Групата излиза в морето, за да вземе участие в нахлуването на Окинава. Корабът, от 25 март, е зает с прикритието на тралчиците при Окинава. Във втората половина (от 13:50 до 16:30) на следващия ден „Уичита“ обстрелва японските позиции на острова. На следващото утро японските самолети атакуват корабите и зенитчиците на „Уичита“ свалят един самолет. По-късно корабът възобновява обстрела в рамките на подготовката за стоварването на десанта. Той продължава обстрела по острова до 28 март. На следващия ден той отплава за Керама Рето, за да попълни своите боеприпаси. На същия ден корабът се връща към Окинава, са да прикрива подводните сапьори, когато те разчистват плажните заграждения. „Уичита“ продължава да поддържа екипите за разчистване на следващия ден, а също така да води обстрел по брега. Десантът започва на 1 април, „Уичита“ поддържа десантиращите войски по южните плажове. Около 12:00 отплава, за да попълни своите боеприпаси. Той възобновява бомбардировката на следващия ден. На 4 април прикрива тралчиците. В нощта на 4 към 5 април „Уичита“ обстрелва японските защитници на Окинава.
През февруари 1947 г. корабът е изведен в резерва. Окончателно крайцерът е отписан от флота през 1959 г., през същата година корабът е продаден за скрап.

## Оценка на проекта
Добър на хартия, но не съвсем удачен кораб, главният недостатък на който става много лошата му устойчивост. Някои автори свързват лошата устойчивост с договорните ограничения по водоизместимост, други от тях с груби грешки, допуснати при проектирането на последния етап, при поставянето на новите, прекалено тежки кули. В този проект бойните качества явно преобладават над крайцерските. По мощ на въоръжението и броневата си защита той безспорно превъзхожда всички построени по-рано тежки крайцери на САЩ. По крайцерските качества, имайки най-лошата мореходност, най-ниската устойчивост и най-малката далечина на плаване също така безусловно той отстъпва на всички предишни американски тежки крайцери.
Главната му заслуга се заключава в това, че той служи за прототип на последващия тип тежки крайцери.
За най-близките съперници на „Уичита“ се считат построените по-рано италианската „Зара“ и създадения като отговор на италианския проект френски „Алжери“. Най-вероятните му противници са японските „Такао“. Всичките те по съвкупност на бойните качества превъзхождат немодернизираните „вашингтонски“ крайцери от първо поколение. Броневата защита на всичките четири крайцера е изпълнена по различна схема. Италианците имат дълъг и широк 150-мм пояс, защитаващ погребите и силовата установка, 70-мм бронепалуба и 20-мм горна палуба. „Алжери“ има 110-мм пояс, зад който върви 40-мм противоосколъчна преграда – продължение на ПТП (противоторпедна преграда), и 80-мм палуба. Поясът му е по-къс, и погребите имат кутиевидна защита. Бордовият пояс на „Уичита“ е дебел (152 мм) и най-тесен и къс, защитаващ само силовата установка. Носовите погреби се защитават от 102-мм пояс, разположен под нивото на водолинията, а на кърмата – от кутия, както е на „Алжери“. Палубата на американския крайцер е по-тънка от останалите – едва 57 мм, а артилерията е защитена най-добре от всичко.
Цялата броня на „Зара“ има общо тегло 2688 т – 23%, на „Алжери“ е 2035 т – 20%, на „Уичита“ 1473 т + около 400 тона палубна броня ≈ 18%. Срещу бронебойните снаряди защитата на всички крайцери е приблизително равна. Против фугасните и полубронебойните снаряди, в плана на защитата, „Уичита“ е най-зле.
| Сравнителни ТТХ на тежките крайцери          | Сравнителни ТТХ на тежките крайцери                                              | Сравнителни ТТХ на тежките крайцери                                        | Сравнителни ТТХ на тежките крайцери                           | Сравнителни ТТХ на тежките крайцери                                  | Сравнителни ТТХ на тежките крайцери |
|                                              | „Такао“ · Япония                                                                 | „Уичита“ САЩ                                                               | „Алжери“ · Франция                                            | „Зара“ · Италия                                                      |                                     |
| -------------------------------------------- | -------------------------------------------------------------------------------- | -------------------------------------------------------------------------- | ------------------------------------------------------------- | -------------------------------------------------------------------- | ----------------------------------- |
| Година на залагане/влизане в строй           | 1927/1932                                                                        | 1935/1939                                                                  | 1931/1934                                                     | 1929/1931                                                            |                                     |
| Водоизместимост, стандартна/пълна, т         | 11 531 /15 430 (13 350/15 875)                                                   | 10 735/13 224                                                              | 10 109/13 461                                                 | 11 680/14 300                                                        |                                     |
| Енергетична установка, к.с.                  | 130 000                                                                          | 100 000                                                                    | 84 000                                                        | 95 000                                                               |                                     |
| Максимална скорост, възела                   | 35,5 (34,25)                                                                     | 33                                                                         | 31                                                            | 32                                                                   |                                     |
| Далечина на плаване, мили на скорост, възела | 7000 (14)                                                                        | 8100 (15)                                                                  | 8700 (15)                                                     | 5300 (16)                                                            |                                     |
| Артилерия на главния калибър                 | 5×2 – 203-мм/50 тип 3-та г. № 2                                                  | 3×3 – 203-мм/55 Mk 12                                                      | 4×2 – 203-мм/50 M1931                                         | 4×2 – 203-мм/53 Mod. 29                                              |                                     |
| Универсална артилерия                        | 4×1 – 120-мм/45 тип 10                                                           | 8×1 – 127-мм/38                                                            | 6×2 – 100-мм/45                                               | 8×2 – 100-мм/47 Mod. 28                                              |                                     |
| Торпедно въоръжение                          | 4×2 – 610-мм ТА                                                                  | —                                                                          | 2×3 – 550-мм ТА                                               | —                                                                    |                                     |
| Авиогрупа                                    | 2 катапулта, 3 хидросамолета                                                     | 2 катапулта, до 4 хидросамолета                                            | 1 катапулт, 3 хидросамолета                                   | 1 катапулт, 2 хидросамолета                                          |                                     |
| Брониране, мм                                | Пояс – 102, погреби – 127 мм, палуби – 47 – 32 (35 + 32…47), кули – 25, ПТП – 58 | Пояс – 152, погреби – 102 мм, палуба – 57 – 32, кули – 203…37, рубка – 152 | Борд – 110+40, палуба – 80, кули – 100, рубка – 100, ПТП – 40 | Борд – 100 – 150, палуби – 20+70, кули – 120 – 150, рубка – 70 – 150 |                                     |
| Екипаж                                       | 727                                                                              | 868                                                                        | 616                                                           | 841                                                                  |                                     |

Двуваловата установка на италианците печели по тегло при по-малка дължина на валовете, а четиривинтовата схема на французите и американците позволява да се осигури по-добра живучест и по-добри пропулсивни характеристики. Независимо от това сухото относително тегло – при „Зара“ (съставлява примерно 14,8 кг/к.с.) е по-лошо, отколкото на „Алжери“, при който относителното тегло е по-ниско (съответно относителната мощност е по-голяма) – 12,6 кг/к.с. (при пълно тегло 14,1), а ето, че за „Уичита“ е по-зле, цели 17,7 кг/к.с, и това независимо от това, че американците използват пара с по-високи параметри. Олекотяването на силовата установка на „Зара“ и „Алжери“ не засяга нейната надежност. При „Уичита“, което въобще е този рядък случай относно американския флот, има проблеми с надеждността. По-зле са италианците с икономичността и като следствие далечината на плаване – по този показател те са най-зле. При пълен запас гориво около 2400 т „зарите“ могат да изминат на икономичен ход (16-възлов) около 5300 мили. „Адмирал Хипер“, който също не се отличава с икономичност и при запас гориво от 3050 тона на ход 16 възела може да измине 6800 мили. „Уичита“, през 1945 г., при запас гориво от 2044 д. тона (2077 тона) на ход 15 възела може да измине 6600 мили. „Алжери“ при запас гориво от 2142 т мазут може да измине 8000 мили на 15-възлов ход. При „Зара“ и „Алжери“ е пожертвана скоростта, увеличавайки ширината, за „Уичита“ това не е направено и цената е лошата устойчивост.
| Характеристики на оръдията на главния калибър на тежките крайцери | Характеристики на оръдията на главния калибър на тежките крайцери | Характеристики на оръдията на главния калибър на тежките крайцери | Характеристики на оръдията на главния калибър на тежките крайцери | Характеристики на оръдията на главния калибър на тежките крайцери | Характеристики на оръдията на главния калибър на тежките крайцери | Характеристики на оръдията на главния калибър на тежките крайцери |
| ----------------------------------------------------------------- | ----------------------------------------------------------------- | ----------------------------------------------------------------- | ----------------------------------------------------------------- | ----------------------------------------------------------------- | ----------------------------------------------------------------- | ----------------------------------------------------------------- |
| Оръдие, мм/клб                                                    | 203/50                                                            | 203/53                                                            | 203/50                                                            | 203/60                                                            | 203/55                                                            | 203/50                                                            |
| Страна                                                            | Франция                                                           | Италия                                                            | Япония                                                            | Германия                                                          | САЩ                                                               | Англия                                                            |
| Тегло на снаряда, кг                                              | 123,1(134)                                                        | 125,3                                                             | 125,85                                                            | 122                                                               | 118(152)                                                          | 116,1                                                             |
| Нач. скорост, м/с                                                 | 850 (820)                                                         | 940 (900)                                                         | 840                                                               | 925                                                               | 853 (762)                                                         | 855                                                               |
| Енергия, млн. Дж                                                  | 90,1                                                              | ?(101,5)                                                          | 88,8                                                              | 104,4                                                             | 85,8                                                              | 84,9                                                              |
| Живучест на ствола, изстрела                                      | 600                                                               | 200 (?)                                                           | 400                                                               | 600                                                               | 600 (715)                                                         | 550                                                               |
| Макс.далечина, км                                                 | 31,4 (30)                                                         | 34,1 (31,3)                                                       | 28,9                                                              | 33,54                                                             | 29,13 (27,4)                                                      | 29,4                                                              |

1. ↑  Дължина на ствола, отнесена към калибъра на оръдието. Във Франция и Великобритания се измерва по канала на ствола. В САЩ, Германия и Русия под дължина се разбира разстоянието от дулния срез до ръба на затворното гнездо.
2. ↑  По-късно е приет heavy.
3. ↑  По-късно е приет super heavy.

„Алжери“ и „Уичита“ получават нови тежки бронебойни снаряди, 134 и 152 кг съответно.
Тези изменения съответстват на световната тенденция тип „тежък снаряд – ниска скорост“, макар Франция да се отнася към новите моди по-предпазливо. Подобна комбинация тук е избрана преди всичко от гледна точка осигуряването на по-голяма живучест на ствола, която за френското и американското оръдия и така си е напълно прилична – около 600 изстрела с боен заряд. За тежкия снаряд на американците тя нараства до 715 изстрела. Не е известно с колко е нарастването при френското оръдие, тъй като края на службата си оръдията на „Алжери“ произвеждат едва от 142 до 171 изстрела, далеч от това да изработят своя ресурс.
По отношение на масата на снаряда германските конструктори поемат по път, напълно противоположен на американския. Американските снаряди имат по-извита траектория на полет и способност да пробиват палубната броня, но по-ниска пробиваемост на пояса и по-малка точност на средни дистанции. Немците успяват да намерят стойност на началната скорост осигуряваща добра настилност на траекторията, а значи и по-малко разсейване на снарядите по далечина. И двата подхода си имат свой смисъл: германците се готвят за сражения в условията на неголяма видимости, там където лошото време е норма, докато американците – за бой в тропиците, при практически неограничена видимост. 203-мм оръдия на останалите страни (Англия, Франция, Япония) имат примерно такива снаряди, като немското, но му отстъпват по начална скорост (840 – 850 м/с). Немският снаряд може да пробие 200-мм вертикална бронирана плоча на дистанция до 15 500 м, а американският – 127-мм вертикална бронева плоча на дистанция до 17 830 м, а 152-мм до 14 353 (14 630) м.
Всички крайцери обладават примерно еднакви посредствени мореходни характеристики, много по-лоши, отколкото при британските „каунти“ и даже първите френски и италиански кораби от този клас. Влошаването на мореходността за италианския и френския проекти е съзнателна стъпка и трябва да се разглежда не като недостатък, а като компромис, за сметка на който са подобрени „бойните“ им качества. Така например височината на надводния борд за „Алжери“ (проектна и фактическа) при нормална водоизместимост съставя 8 м по носа и 6,4 м на кърмата. Тяхната мореходност се оказва достатъчна за Средиземноморието. И „Уичита“, за Средиземноморието, има добра мореходност. Но „Уичита“ е създаден за действия в океана и по протежение на цялата си кариера страда от не много добрата си мореходност, претоварване, а неговата устойчивост се намира на критичната линия. Резервните дизел-генератори, за всички разглеждани крайцери, са прекалено слаби, отчитайки значителния брой потребители на електроенергия, обаче подобен недостатък е характерен за всички крайцери от този период.
Всички изброени недостатъци на проекта – невисоката мореходност, лошата устойчивост, малката далечина на плаване и лошата обитаемост са отстранени при следващия тип американски тежки крайцери. Независимо от увеличаването на водоизместимостта, „Уичита“ не е пробив – японските тежки крайцери тип „Такао“ запазват преимуществото си над американските тежки крайцери до влизането в строй на крайцерите от типа „Балтимор“.

## Коментари
1. ↑  Всички данни са по състоянияние към 1941 г.
2. ↑  Буквите показват принадлежността към определен класː ВВ – линкор, СС, CL, СА – съответно линеен, лек или тежък крайцер, CV – самолетоносач, DD – разрушител, SS – подводница и т.н.
3. ↑  След модернизацията от 1936 г.
4. ↑  При близкия по конструкция „Бруклин“ масата на вертикалната броня достига 1451 тона, а общата – 1798 тона.
5. ↑  За американските и японските кораби дългите тонове са преизчислени в метрични.
6. ↑  След модернизацията от 1936 г.
7. ↑  След модернизациите.
8. ↑  След модернизациите.